# Айба, Вячеслав Максимович
Вячеслав Максимович Айба — первый профессиональный абхазский хоровой дирижер в жанре академического хорового пения, а также оперно-симфонический дирижёр. Заслуженный деятель искусств Абхазской АССР (1983), кавалер ордена «Ахьдз-Апша» (в пер. с абх. Честь и Слава) III степени (2009).

## Биография
Родился 28 октября 1948 года в селе Отхара Гудаутского района Абхазской АССР.
В 1966 году окончил Отхарскую среднюю школу и поступил в Сухумское музыкальное училище на отделение хорового дирижирования.
В 1970 году, после окончания Сухумского музыкального училища, поступил в Тбилисскую государственную консерваторию им. В.Сараджишвили на факультет хорового дирижирования.
В 1975 году окончил факультет хорового дирижирования Тбилисской государственной консерватории им. В.Сараджишвили и был назначен дирижером Государственной хоровой капеллы Республики Абхазия.
С 1976 по 1977 гг. проходил военную службу в рядах Советской армии в Лейпциге, ФРГ.
После окончания военной службы вернулся в Абхазию, где продолжил работу в качестве дирижера Государственной хоровой капеллы. Проходит курсы по классу «оперно-симфоническое дирижирование» у народного артиста СССР, профессора Одиссея Димитриади, под руководством которого проходила церемония открытия и закрытия XXII летних Олимпийских игр в Москве (1980).
Затем В. М. Айба прошёл ассистентуру-стажировку в Ленинградском государственном академическом театре оперы и балета (ныне Мариинский театр) у художественного руководителя и главного дирижёра — Юрия Темирканова.
После окончания стажировки, Темирканов предложил ему остаться на работу в Кировском театре, однако, молодой дирижер решил вернуться в родную Абхазию, где в 1981 году стал художественным руководителем и главным дирижером Государственной хоровой капеллы.
С 1981 по 1986 год, в качестве художественного руководителя и главного дирижера Государственной хоровой капеллы Республики Абхазия, В.М. Айба объездил все постсоветское пространство от Прибалтики до Сибири, выступая на таких концертных площадках как Домской Собор г. Рига, Дом органной музыки в Киеве, Центральный Дом работников искусств в Москве (ЦДРИ), Смольный собор в Санкт-Петербурге и др.
В 1983 году, за существенный вклад в развитие и популяризацию отечественного хорового искусства, указом Президиума Верховного Совета Абхазской АССР, ему было присвоено Почетное звание «Заслуженный деятель искусств Абхазской АССР». Он значительно расширил репертуар капеллы, внедрив в программу Реквиемы Моцарта и Верди, произведения немецких композиторов Генриха Шютца и Ханса Хаслера, украинского композитора Владимира Губы, а также новые сочинения абхазских композиторов Раждена Гумба, Алексея Чичба, Константина Ченгелия, Тото Аджапуа: «Отчизна моя» (сл. Д. Гулиа), «Элегия» (сл. Д. Ахуба), «Уарада» (сл. Г. Чачба), «На берегу Лона» (на сл. И. Тарба), «Небосвод» (сл. М. Микая), «Моя песня» (сл. К. Чачхалия) и многие другие.
Не менее значительный вклад В.М. Айба внес в историю Государственного симфонического оркестра Республики Абхазия, дирижером которого он был c 1986 года до начала Войны в Абхазии 1992—1993гг. Именно в этот период зародилась традиция вечеров симфонической музыки, когда в Зале Абхазской Государственной филармонии под его руководством исполнялись шедевры мировой симфонической музыки: симфонии Бетховена, Моцарта, концерты Шопена, Сен-Санса, Грига, Вебера и др. 

В 1988 году он окончил аспирантуру Тбилисской государственной консерватории им. В.Сараджишвили по специальности «оперно-симфоническое дирижирование» под руководством Одиссея Димитриади.
В 1994 году, за мужество, проявленное в Отечественной войне народа Абхазии, Указом Президента Республики Абхазия Владислава Ардзинба, был награжден медалью «За отвагу».
Однако, в результате войны был потерян исполнительский состав симфонического оркестра, нотный архив, в связи с чем в 1998 году он был преобразован в Государственный камерный оркестр Республики Абхазия, а В.М. Айба назначен его художественным руководителем и главным дирижером. Из-за отсутствия помещения, по решению дирижера, репетиции оркестра проводились в разбитой Сухумской лютеранской церкви, которая была восстановлена только в 2002 году на пожертвования немецкой церкви из Баден-Бюртенберга и за счет средств немецкой фирмы «Crupp». 
Из воспоминаний заслуженного артиста Республики Абхазия, ныне директора детской школы искусств им. Ковача — Михаила Алхазова: «Вячеслав Максимович был очень мягким, дружелюбным человеком, который переживал за свой коллектив, пытался всем помогать, как-то поддерживать, собрать тех немногих, кто остался после распада симфонического оркестра в следствии войны. Послевоенное время было очень сложным, репетиции нашего камерного оркестра проходили в старой кирхе по ул.Абазинской. Ремонта не было, условия никакие, но он очень старался находить нам площадки для выступлений, которых на тот момент было очень мало, а также возможность дополнительного заработка для музыкантов».
Заслуженный работник культуры Республики Абхазия, музыковед Асида Царгуш: «В период руководства Государственной хоровой капеллой, В.М.Айба очень активно включал в репертуар произведения абхазских композиторов. Именно с его приходом в капеллу в 1981 году там впервые зазвучали произведения Алексея Чичба, Раждена Гумба, Константина Ченгелия, конечно же наряду с хоровой мировой классикой — он был первым кто исполнял отрывки из Реквиема Моцарта, произведения немецких композиторов XVII-XVIII веков, репертуар был очень разнообразным. Особенность Вячеслава Айба, чем он выделяется среди других абхазских дирижеров, заключается в том, что он единственный кто совместил в себе хорового и оперно-симфонического дирижера. У него была уникальная возможность одинаково успешно руководить одними из ведущих творческих коллективов страны — Государственной хоровой капеллой и Государственным симфоническим оркестром Республики Абхазия. Кроме того, когда началась война, он без всякого сомнения сменил дирижерскую палочку на автомат. Многие наши музыканты пели для солдат, поддерживая их моральный дух, но Вячеслав Максимович выбрал путь истинного война, что было для него абсолютно естественно и за проявленное мужество он был награжден Владиславом Ардзинба медалью «За отвагу». После окончания войны, работая в совершенно неприспособленных для репетиций местах, он сделал все возможное, чтобы сохранить Государственный камерный оркестр, который сегодня играет огромную роль в музыкальной жизни Абхазии».
В 2009 году, за большие заслуги в развитии отечественного музыкального искусства, Указом Президента Республики Абхазия Сергея Багапш, В. М. Айба был награжден орденом «Ахьдз-Апша» III степени.
Помимо 40-летней дирижерской деятельности, он является автором многочисленных переложений абхазских народных песен для академического хора, песни «Сыпсадгьыл» («Родина» на сл. Д. Гулиа), автором переложения «Баллады о сожженном вертолете» (на сл. Т. Бибулатовой) для смешанного хора и песни группы Апсны-67 «Сашьцэа» («Братья» на сл. Р. Смыр) для смешанного хора и оркестра.
Скоропостижно ушел из жизни 4 декабря 2014 года.
Похоронен в родном селе Отхара.

## Семья
- Отец — Айба Максим Заабетович (1926—2000);
- Мать — Конджария Валентина Хинкурасовна (1927—2004);
- Сестры: Айба Аида Максимовна (1946—1976), Айба Марина Максимовна (1953—2015);
- Брат — Айба Аслан Максимович (р.1954);
- Cупруга — Хагба Рита Хицкуровна (р.1955) с 1975 года;
- Cыновья: Астамур (р.1977) — выпускник Санкт-Петербургского государственного университета гражданской авиации по специальности «Авиационный менеджмент»;
- Темур (р.1978) — выпускник Московского государственного университета им. М. В. Ломоносова по специальности «Международная журналистика»;
- Саид (р.1995) — выпускник Абхазского государственного университета по специальности «Юриспруденция», а также Санкт-Петербургского государственного университета гражданской авиации по профилю «Управление аэропортовой деятельностью».

## Награды
- 1983 — Почетное звание «Заслуженный деятель искусств Абхазской АССР» за существенный вклад в развитие и популяризацию отечественного хорового искусства (Указ Президиума Верховного Совета Абхазской АССР)
- 1994 — медаль «За отвагу» за мужество, проявленное в Отечественной войне народа Абхазии 1992—1993 гг. (Указ Президента Республики Абхазия Владислава Ардзинба)
- 2009 — орден «Ахьдз-Апша» (в пер. с абх. Честь и Слава) III степени за большие заслуги в развитии отечественного музыкального искусства (Указ Президента Республики Абхазия Сергея Багапш)